# (5985) 1942 RJ
(5985) 1942 RJ ist ein Asteroid des Hauptgürtels, der am 7. September 1942 von der finnischen Astronomin Liisi Oterma in Turku entdeckt wurde.